# Над усією Іспанією безхмарне небо
Над усією Іспанією безхмарне небо — на думку деяких джерел, це пароль (позивний) до початку військового заколоту проти  Другої республіки в Іспанії, вжитий 18 липня 1936 р. в передачі радіостанції, розташованої в іспанській Північній Африці (називають  Сеуту,  Мелілью, Тетуан), котрий послугував сигналом для одночасного спільного виступу військових заколотників по всій країні, і що стало початком  громадянської війни 1936—1939 років.
У СРСР повідомлення про такий позивний (в редакції «По всій Іспанії безхмарне небо») зустрічається вже в книжці «Героїчна Іспанія», виданій восени 1936 року, і потім постійно відтворюється у пізніших працях.
У іспанських джерелах майже не трапляються згадки про який-небудь конкретний пароль до початку повстання. На думку журналіста Давида Солара, головного редактора популярного журналу про історію «Пригоди історії», не було і одночасного спільного виступу: «Було багато різних сигналів, в кожній провінції був свій, оскільки не всі могли повстати одночасно». Нечисленні джерела іспанською мовою наводять фразу-позивний у різних версіях: En toda España el cielo está despejado (кубинський журналіст П. Гусман Кастро), En toda España cielo despejado (аргентинська романістка Мабель Пагано) Todo el cielo de España está despejado (Еухеніо Посада, мемуарист, в книзі кубинського журналіста Р. Ернандеса Ортеги).
Зате достеменно відомо, що 18 липня о 15:15 республіканський уряд в Мадриді передав по радіо офіційне повідомлення, яке починалося словами «Уряд знову підтверджує, що на всьому півострові повний спокій» (ісп. De nuevo habla el Gobierno para confirmar la absoluta tranquilidad en toda la Península).